# Lien profond mobile
 (novembre 2016).
Si vous disposez d'ouvrages ou d'articles de référence ou si vous connaissez des sites web de qualité traitant du thème abordé ici, merci de compléter l'article en donnant les références utiles à sa vérifiabilité et en les liant à la section « Notes et références ».
Un lien profond mobile est, dans les technologies web, un type de lien profond associé aux applications mobiles. Il consiste à utiliser un Uniform Resource Identifier (URI) qui permet un lien direct vers un emplacement spécifique d'une application mobile au lieu de sa page d'accueil. En fonction de l'appareil mobile utilisé, l'URI peut être différent.

## Liens profonds et systèmes d'exploitations mobiles
À la différence du web, où le protocole HTTP et l'URL permettent un lien profond par défaut, il faut au préalable configurer les applications mobiles afin de prendre en charge cette fonction. Un URI est une adresse pour une application sur un appareil mobile tout comme l'URL est une adresse pour un site web. Exemples d'URI qui lancent une application mobile : 
- twitter:// est l'URI iOS pour lancer l'application mobile Twitter ;
- YouTube:// est l'URI iOS pour lancer l'application mobile YouTube[2].

Le format de l'URI utilisé pour lancer une application mobile ou pour utiliser un lien profond est souvent différent en fonction du système d'exploitation mobile. Android utilise des intents, BlackBerry 10 le framework d'invocation BB10, Firefox OS les Web Activities, iOS l'OpenURL et Windows Phone 8 la classe UriMapper. L'application eBay démontre l'utilisation de différents formats en fonction de la plateforme :
- eBay://launch?itm=360703170135 mène à l'application iOS ;
- eBay://item/view?id=360703170135 mène à l'application Android[2].

L'URI contient toutes les informations requises pour atteindre un emplacement spécifique au sein d'une application mobile. fb://profile/33138223345 mène à la page Wikipédia au sein de l'application Facebook, « 33138223345 » étant l'identifiant. 

## Complexité des liens profonds mobiles et nécessité d'une solution standardisée
L'avantage du lien profond mobile est d'amener les utilisateurs à un emplacement spécifique au sein d'une application mobile avec un lien dédié. Tout comme les liens profonds ont rendu le web plus simple d'utilisation, les liens profonds mobiles font la même chose pour les applications mobiles. Les liens profonds sont standardisés en fonction des lignes directrices HTTP contrairement au liens profonds mobiles.  Cela complexifie le développement car plusieurs liens sont requis pour accéder à la même application sur différents systèmes d'exploitations mobiles.